# Färgat guld

Färgerna för olika sammansättningar av guld legerat med koppar och silver.

Färgat guld är legeringar som innehåller guld, oftast 18 karat (75 % guld), men även 14 och 9 karat förekommer i handeln. Eftersom rent guld är för mjukt för att kunna användas i smycken legeras det med andra metaller för att bli hållbarare och för att uppnå andra egenskaper som kan vara önskvärda. Därmed kan ett flertal färger och nyanser skapas. Det förekommer smycken tillverkade av guld i olika färger kombinerat. Materialvärdet bestäms i första hand av guldhalten, vilken anges med kontrollstämpel.

## Olika varianter

### Rött guld

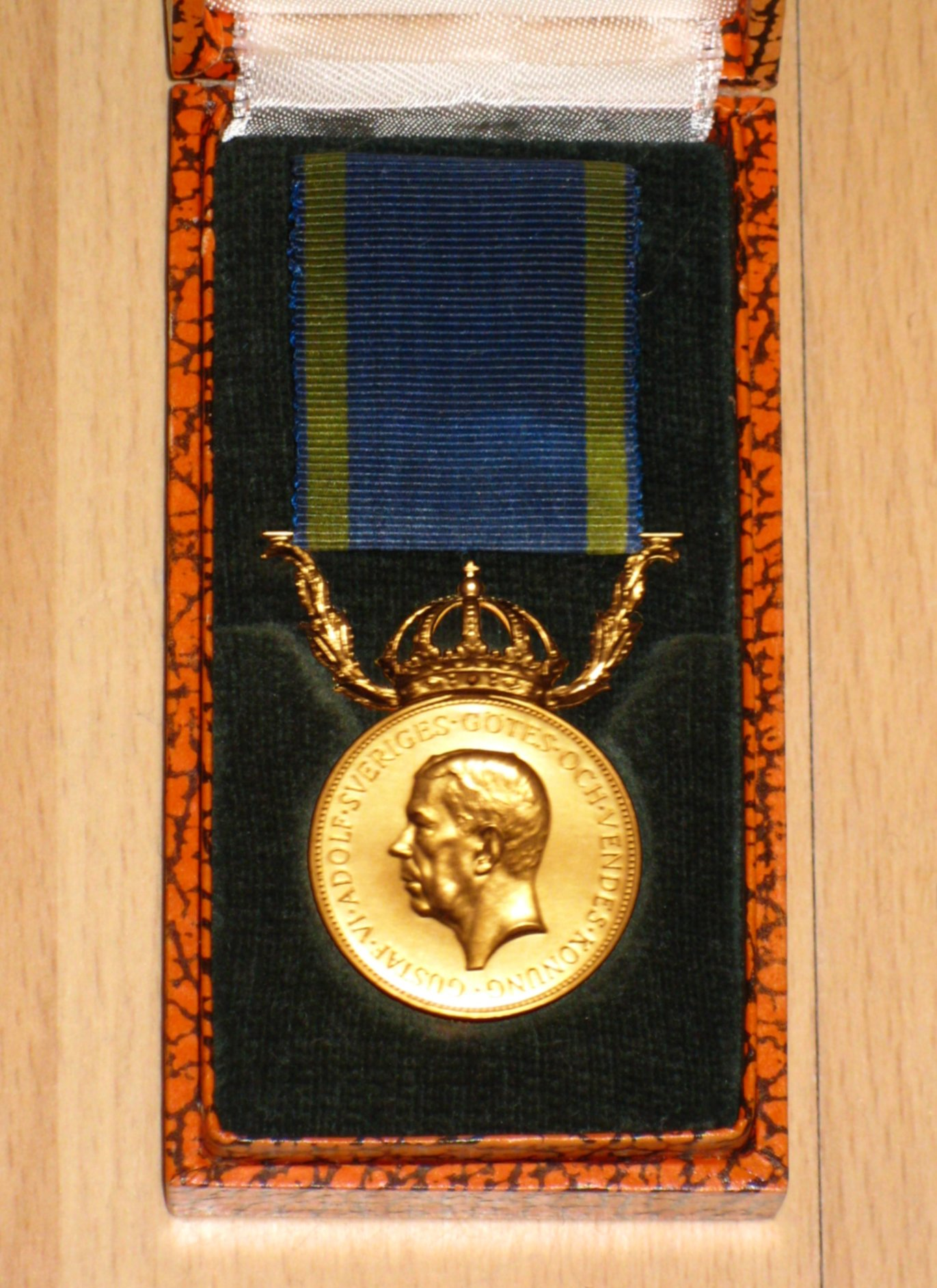
Här syns skillnaden mellan nästan rent guld (23 karat i den runda delen) och rött guld (18 karat i kronan och armarna).

Rött guld, eller rödguld, är en legering av guld och koppar samt vanligen lite silver och har en rödaktig färgton, även kallat "ryskt guld". Även andra metaller, såsom palladium, zink och tidigare också nickel kan förekomma i låg halt beroende på önskemål om egenskaper. Ju högre kopparhalt desto rödare färg. Internationellt är rödguld ofta rödare, ända till 25 % koppar. Namnet används ofta utbytbart med rosa guld.

### Rosa guld
Rosa guld eller roséguld är varianter av rödguld som innehåller mer silver för att få en färg som mer liknar rent guld. En variant av rosa guld är hamiltonguld som innehåller något mer silver. Genom att byta ut silver mot aluminium kan man få en kraftigare rosa färg. Denna typ som är vanligast i Sverige, "svenskt rödguld", är 75 % guld, cirka 8 % silver och cirka 17 % koppar. Internationellt har rosa guld 2–5 % silver.

### Gult guld
Om man använder mer silver än koppar får man guld med en färg som är något gulare än rent guld. Handelsvaran gult guld har i många länder ungefär lika delar silver och koppar, exempelvis 75 % guld, 12,5 % silver och 12,5 % koppar.

### Grönt guld
Grönt guld innehåller ingen koppar utan bara guld och silver. Det kan förekomma naturligt och kallas då för elektrum. Tydligast gulgrön färg får man vid ungefär 14 karat. En starkare grön ton fås med kadmium, såsom 75 % guld, 23 % koppar och 2 % kadmium, men användningen medför hälsorisker.

### Vitt guld
Vitt guld, vitguld, får man om man blandar i nickel eller palladium, och eventuellt silver, platina och/eller koppar. Polerat vitguld är spegelblankt och reflekterar ett närmast vitt ljusspektrum. Nickel är billigare och ger en svagt gulaktig ton, men på grund av risken för nickelallergi slutade man i Sverige att använda nickel i vitguld kring 1980. Palladium är dyrare, ungefär dubbelt av priset av rent guld, och ger en mer gråaktig ton. En typisk halt är 16 % palladium i 18K vitguld. Smycken av vitt guld är oftast pläterade med rodium, vilket är något klarare och måste återappliceras efter några år nötning. Vitguld lanserades som ersättning för den mycket dyrare platinan. Vitguld används för sin styrka ibland för att fatta diamanter på rödguld.

### Grått guld
Genom att blanda i mangan utöver koppar och silver får man guld med en grå färg.

### Lila guld
Lila guld eller purpurguld är inte en legering, utan en intermetallisk förening mellan 79 % guld och 21 % aluminium med formeln AuAl2. Lila guld har en svårbearbetad kristallstruktur och kan splittras om det utsätts för våld. Lila guld brukar därför oftast inneslutas i en annan guldlegering på samma sätt som ädelstenar.

### Blått guld
En intermetallisk förening mellan 46 % guld och 54 % indium (AuIn2) har en klar blå färg. Även gallium kan användas. Dessa har samma nackdelar som lila guld och därför brukar man i stället använda en legering av guld och stål (75 % guld, 24,4 % järn och 0,6 % nickel) som oxideras vid 450–600 °C för att få en blå ton.

### Svart guld
Svart guld får man genom att oxidera en legering av guld och kobolt (75 % guld och 25 % kobolt) vid 700–950 °C. Om man även blandar i krom får ytan en mörkt olivgrön nyans på grund av dikromtrioxidens gröna färg. Oxidytan skyddar också legeringen mot nötning.